# 大井火力発電所爆発事故
大井火力発電所爆発事故（おおいかりょくはつでんしょばくはつじこ）は1987年5月26日、東京電力大井火力発電所中央部の第二原油サービスタンクが爆発・炎上した事故。
作業員4人が死亡、作業員1人が全身やけどの重傷、消防士1人が軽傷を負った。

## 概要
出火したのは原油をタンクに送り込む「第二ユニット」。午前9時6分頃、突然「ドーン」という爆発音と共に地面が大きく揺れ、炎が噴き上げ黒煙は数百メートルもの高さに達し、東京消防庁が消防車、化学車、消防艇など58隊が出動した。
爆発の原因は「空気抜き管」の溶接作業の際、爆発防止剤として用いるドライアイスを溶接管に注入していなかったというミスだった。空気抜き管はバルブが付いていないため、溶接作業をする際は充満した可燃ガスが溶接の熱や火花で引火しないよう、細かく砕いたドライアイスで管を冷やし同時に炭酸ガスで可燃ガスを追い払う必要があった。
警視庁は可燃性ガスを排除するなどの安全策を怠ったことが事故の原因として、石川島播磨重工（現:IHI）の現場責任者3人を書類送検した。